# Sasaran
Sasaran is een bestuurslaag in het regentschap Mandailing Natal van de provincie Noord-Sumatra, Indonesië. Sasaran telt 448 inwoners (volkstelling 2010).